# 四川藏语佛学院
四川藏语佛学院成立于1984年，是中国早期建立的省级藏语系佛学院之一。

## 学校简介
- 1984年，经第十世班禪額爾德尼提倡，国务院同意、四川省人民政府批准，四川藏语佛学院正式成立，主要培养“智然巴”中級學銜佛學人才[1][2]。
- 2017年，校舍搬迁至成都校区。
- 2018年，筹建阿坝州分院和甘孜州分院。
- 2021年，阿坝州分院于11月27日落成并开班[3]。

## 校区
- 成都校区：郫都區唐昌鎮金亮路
- 阿坝州分院：阿壩藏族羌族自治州理县
- 甘孜州分院：甘孜藏族自治州泸定县